# Juan E. O'Leary
Juan Emiliano O'Leary Urdapilleta (Asunción, 12 de junio de 1879-Asunción, 31 de octubre de 1969) fue un periodista, historiador, político, poeta y ensayista paraguayo. Es considerado una de las figuras más importantes del Partido Colorado.

## Biografía
Juan Emiliano O'Leary Urdapilleta nació el 12 de junio de 1879 en Asunción, hijo de Juan Emilio O'Leary Costa y María Dolores Francisca Urdapilleta Carísimo. Sus padres contrajeron matrimonio luego de enviudar. Tenía ascendencia irlandesa, a través de su padre.
O'Leary cursó la primaria en el Colegio de Niños de Encarnación y la secundaria en el Instituto Paraguayo. Posteriormente pasó al Colegio Nacional de la Capital. Viajó a Buenos Aires para estudiar medicina, pero regresó a Asunción para estudiar Derecho hasta el tercer año. El periodismo y el ejercicio de la cátedra ocupaban todo su tiempo.
Ejerció la cátedra de Geografía, Historia Americana, Historia Nacional y Castellano en el Colegio Nacional, y la cátedra de Historia Universal en la Escuela Normal.
Se inició en el periodismo estudiantil con La juventud (1897)
En 1902 se casó con Dorila Gómez. Tuvieron una hija, Dolores Rosa, nacida en 1903 en Asunción, fallecida a los doce años, y un hijo, Juan Emilio que fuera Director de Protocolo del Ministerio de Relaciones Exteriores.
Fueron sus maestros, Manuel Gondra, Cecilio Báez, Manuel Domínguez, Ramón Zubizarreta y Emeterio González.
En 1910 fue director del Archivo Nacional de Asunción y posteriormente de la Biblioteca Nacional del Paraguay.
Escribió para varios periódicos de la época. También fue militante de la ANR. Ocupó varios cargos en el Congreso Nacional y cargos en la Administración Pública y en el exterior.
Se convirtió en el mayor defensor del Mariscal Francisco Solano López, muerto en el combate de Cerro Corá. Juntamente con Ignacio A. Pane y Enrique Solano López iniciaron la campaña de reivindicación del citado militar, dando comienzo a lo que se llamó la corriente revisionista de la historia paraguaya.
Murió el 31 de octubre de 1969 a los 90 años.

## Obras
Como los demás integrantes de su grupo, Juan E. O'Leary escribió cuando todavía estaba muy vivo el recuerdo de la Guerra de la Triple Alianza (1864-1870) y en su obra trató de afirmar los valores espirituales de una nación que renacía de la catástrofe. Conocido reivindicador de la figura del mariscal Francisco Solano López --quien sostuviera esa trágica guerra y muriera en su última batalla--, O'Leary exaltó en su obra el heroísmo con que el mariscal López luchó y sucumbió en la contienda.

### Poesía
- El alma de la raza (poema) (1899) (Revista del Instituto Paraguayo, Año II, No. 18, pp. 305–311)
- Los conquistadores (1921)
- Elegías a mi hija (1923)
- Antología poética (volumen póstumo, 1983)

### libros
- Páginas de historia... (1916)

- El libro de los héroes (1922)

- El Paraguay en la unificación argentina (1924)
- "El Centauro de Ybycuy" (1929)
- El héroe del Paraguay (1930)
- Los legionarios (1930)
- Apostolado patriótico (1933)

### Ensayos
- Historia de la Guerra de la Triple Alianza (1912)
- Nuestra epopeya (1919)
- El mariscal Solano López (1925)
- Prosa polémica (publicado póstumamente, 1982)

## Homenajes
- En su honor el 30 de octubre de 1968, se nombró al municipio de Juan Emiliano O'Leary , del Departamento de Alto Paraná.[1]